# Претежно ведро
„Претежно ведро” је југословенска телевизијска серија снимљена 1986. године у продукцији ТВ Скопље.

## Епизоде
| Сезона | Епизода | Назив             | Датум             |
| ------ | ------- | ----------------- | ----------------- |
| 1      | 1       | Драги гости       | 2. јула 1987.     |
| 1      | 2       | Општа култура     | 9. јула 1987.     |
| 1      | 3       | Сенка             | 16. јула 1987.    |
| 1      | 4       | Светот како скали | 23. јула 1987.    |
| 1      | 5       | Џули, Џули        | 30. јула 1987.    |
| 1      | 6       | Непарен број      | 6.септембра 1987. |

## Улоге
| Глумац                   | Улога                         |
| ------------------------ | ----------------------------- |
| Владимир Дади Ангеловски | (6 еп. 1987)                  |
| Марин Бабић              | Панко Јовановски (6 еп. 1987) |
| Киро Ћортошев            | Дедо Фидан (6 еп. 1987)       |
| Лиле Георгиева           | (6 еп. 1987)                  |
| Ђорђи Јолевски           | Симе (6 еп. 1987)             |
| Ацо Јовановски           | (6 еп. 1987)                  |
| Синоличка Трпкова        | Славица (6 еп. 1987)          |
| Мајда Тушар              | Милка Јовановска (6 еп. 1987) |
| Кирил Гравчев            | (3 еп. 1987)                  |

Комплетна ТВ екипа ▼
| Редитељ    | Љупчо Тозија      | (6 еп. 1987) |
| Сценариста | Велко Неделковски | (6 еп. 1987) |